# بخش لواسانات
شهرستان شمیرانات یکی از شهرستان‌های استان تهران در ایران است. که به دو دهستان لواسان بزرگ و دهستان لواسان کوچک تقسیم شده و شهر تجریش و شهر لواسان و محله‌ها و روستاهای زیادی را در بر می‌گیرد. گستردگی بخش در حدود ۶۰۰ کیلومتر مربع است که از این مساحت هفتاد کیلومتر مربع مساحت شهر لواسان و مابقی مساحت دهستان‌های لواسان کوچک، لواسان بزرگ، و دیگر نقاط کوهستانی و ییلاقی بخش لواسانات از جمله دشت لار است. مناطق زیادی در گذشته جزو لواسانات بوده‌اند که در دوره معاصر به بخش‌ها و شهرستان‌های مجاور الحاق شده‌اند، اما همچنان در عرف مردم جزئی از لواسانات به حساب می‌آیند.

## تقسیمات کشوری
نام لواسان بر یک شهر، دو دهستان وسیع و یک روستا نهاده شده که به مجموع این مناطق بخش لواسانات می‌گویند.
- بخش لواسانات
  - دهستان لواسان بزرگ (مرکز: روستای لواسان [بزرگ])
  - دهستان لواسان کوچک (مرکز: روستای افجه)

شهرها: تجریش و لواسان

## پیشینه
قصران در گذشته تحت حاکمیت طبرستان مازندران فعلی قرار داشته اما در تقسیمات کشوری معاصر جزو استان تهران محسوب می‌شود.
پیش از تأسیس شهرستان شمیرانات، این بخش (لواسانات) که در دوره‌ای به همراه بخش‌های رودبار قصران و سیاهرود و بومهن به نام بخش افجه شهرستان تهران خوانده می‌شد جزو شهرستان تهران بود و نجارکلا مرکز آن‌ها بحساب می‌آمد که در سال ۱۳۳۶ با تأسیس شهرستان شمیرانات در آن ادغام شد. در سال ۱۳۵۵ بنا به تصمیم دولت وقت استان مرکزی به مرکزیت تهران منحل و ری و شمیرانات در تهران ادغام گردیدند. مجدداً همزمان با تشکیل استان تهران در سال ۱۳۶۶ بار دیگر شهرستان شمیرانات با مصوبه هیئت وزیران به عنوان شهرستان مستقل رسمیت یافته و لواسانات، تجریش و رودبار قصران در آن ادغام شدند.
امروزه در لواسانات؛ وسعت و مساحتِ منطقه لواسان بزرگ از منطقه لواسان کوچک کمتر است و این به دلیل آن است که در گذشته مناطقی چون جاجرود، رودهن، بومهن و چندین روستا و منطقه دیگر جزئی از لواسان بزرگ به‌شمار می‌آمده‌اند که در تقسیمات کشوری معاصر از این منطقه جدا و مستقل شده یا به شهرستان‌های تهران و دماوند الصاق گردیده‌اند. لازم است ذکر شود که شهر لواسان جزو دهستان لواسان کوچک یا دهستان لواسان بزرگ نیست بنابراین نوشتن و نامیدن آن به صورت «شهر لواسان کوچک» یا شهر «گلندوئک» که در پاره‌ای از موارد دیده می‌شود وجهی ندارد و اشتباه است.

## جمعیت
بنابر سرشماری مرکز آمار ایران، جمعیت بخش لواسانات شهرستان شمیرانات در سال ۱۳۹۵ برابر با ۲۹٬۸۶۰ نفر بوده است.

## مردم

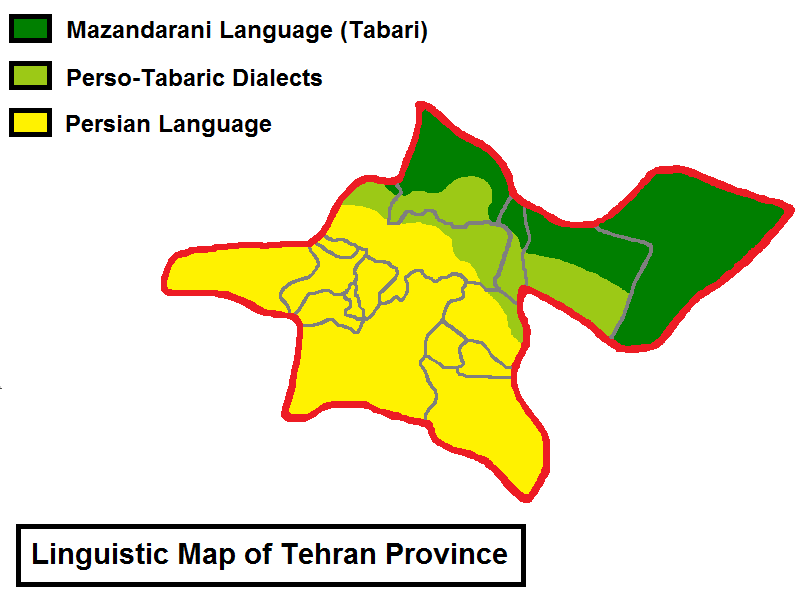
نقشهٔ زبانی استان تهران، رنگ سبز تیره زبان مازندرانی، رنگ سبز روشن گویش‌های فارسی-مازندرانی (تجریشی، لواسانی و دماوندی)، رنگ زرد زبان فارسی

بومیان لواسان و بیشتر آبادی‌ها بخش لواسانات به گویش لواسانی صحبت می‌کنند با این حال برخی آبادی‌های لواسان همچون همچون ایرا و وسکاره به زبان مازندرانی صحبت می‌کنند. گویش لواسانی گونه ای از گویش‌های فارسی-مازندرانی می‌باشد که شباهت بسیاری به زبان مازندرانی دارد. دانشنامه ایرانیکا درباب زبان مردم لواسان آورده است: مردم لواسان زبان بومی آمیخته‌ای از زبان فارسی و زبان‌های حاشیه دریای خزر دارند نزدیک به زبان مازندرانی در روستاهای جنوب شرق لواسان چون وسکاره و ایرا می‌رسد

## برخی از بزرگان و مشاهیر لواسانات
- ملک سلطان حسین لواسانی: وی از بزرگان قصران داخل (لواسانات) در زمان شاه عباس صفوی بوده است. شاه عباس زمانی که لواسانات را از تصرف خاندان بادوسپان بیرون آورد، حکومت آنجا را به ملک حسین لواسانی بخشید. ملک بهمن والی لاریجان که قبلاً برادر ملک حسین را در قلعه لواسان کشته بود به دست ملک حسین لواسانی مقتول شد و پسرش کیخسرو نیز تسلیم گردید و ولایت لاریجان نیز به وی رسید.
- ملک شاه غازی لواسانی: از حاکمان و رجال سیاسی در تنکابن و رستمدار و کلاره رستاق و کلاردشت مازندران در سال‌های ۸۹۰–۹۰۰ هجری قمری در زمان آق قویونلوها بوده است. پاره‌ای از احوال او در تاریخ خانی درج شده است که در این کتاب به لواسانی بودن وی تصریح شده است برای مثال آمده است: «... بر موجب اشارت میرزا علی، به طلب ملکشاه غازی لواسانی فرستاده آوردند.». حوزه حکومت ملکشاه غازی لواسانی کلاردشت و توابع آن بوده است. ملک شاه غازی لواسانی را در تعظیم شعائر دینی مذهب تشیع آثاری است و نامش بر صندوق متبرکه امامزاده یحی تهران که از سال ۸۹۵ بجا مانده بدین قرار است: «قد امر هذا القبر خلاصه الملوک و السلاطین عضد الدوله ملکشاه غازی ایدالله دولته، ابن المرحوم المغفور شاهرخ نور قبره تقربا الی الله». بدین موجب پدر وی ملک شاهرخ نام داشته است.
- ملک مظفر غازی لواسانی: یکی از برادران ملکشاه غازی لواسانی که در نواحی تبرستان حکومت داشته است.
- ملک کیخسرو غازی لواسانی: یکی از دیگر برادران ملکشاه غازی لواسانی که از رجال سیاسی عهد خویش در مازندران و قصران بوده است.
- آیت الله میرزا حسن لواسانی: در زمان سید ابوالحسن اصفهانی و از طرف وی برای تبلیغ و وعظ از ایران به لبنان رفت و حدود ۲۵ تا ۳۰ سال در شهر غازیه لبنان ساکن بود. شهر غازیه در کنار شهر صیدا، یعنی در حد فاصل مناطق مرکزی و جنوبی لبنان واقع است. ایشان تا سال ۱۹۵۰ میلادی در لبنان بود و پس از آن به ایران بازگشت.
- آیت الله محمد صادق لواسانی: دوست نزدیک روح‌الله خمینی
- قصرانی: از دانشمندان قرن سوم و چهارم هجری قمری است. نام وی در فهرست ابن ندیم ذکر گردیده است. زکریای قزوینی در آثار البلاد در ذکر قصرانی چنین نوشته است: «قصرانی مهندس منسوب بدانجاست، در هندسه دانشمند بود و در زمان خویش نظیر نداشت. وی در هندسه کتبی تصنیف کرده که مشهور است»
- حاج ملا شکرالله بن مولی لطف‌الله لواسانی: از اهالی لواسان که جهت تحصیل علوم به اصفهان رفت و از مجلس درس میرزا محمدعلی قاینی و دیگران استفاده جست و به فراگرفتن ریاضیات پرداخت و در محضر آقا می‌رسید حسن مدرس کسب فقه و اصول کرد، سپس به تهران بازآمد و رخت سفر به نجف اشرف کشید و به فیض مدرسه شیخ مرتضی اعلم الله مقامه فایض آمد و از آنجا به تهران بازگشت و در این شهر اقامت گزید و مرجع خواص و عوام شد. در سال تألیف کتاب المآثر و الآثار که احوالش در آن آمده بیش از سی سال در تهران مقیم بود. صاحب طرایق به سال ۱۳۱۵ هجری قمری به اتفاق وی سفری به لواسان کرد و در اشارت احوال او در تاریخ نوشته است که سنش چنان‌که خودش گفته از هفتاد متجاوز است لذا باید ولادتش را در حدود سال ۱۲۴۵ هجری قمری پنداشت. از آثار او فضائل السادات در اخبار و منتخب الختوم در ادعیه است.
- میرزا جعفر مشهور به حکیم الهی لواسانی: وی فرزند میرزا حسنعلی لواسانی فاضلی کامل و خوش سخن و عارفی واصل و نیک‌اندیش و بدیع المحاضره بود؛ در تاریخ و حدیث و رشته‌های معقول با استادان فن سخن می‌داشت، وی را در انشا نیز دستی بود، تعلیقاتی به دعای صباح دارد و نزدیک هشتاد سال با عزت بزیست و در سال ۱۲۹۸ هجری قمری در تهران دیده از جهان فروبست و بر حسب وصیت او پیکرش را به وادی السلام نجف اشرف حمل کردند.
- میرزا شمس الدین حکیم الهی ثانی لواسانی: وی فرزند میرزا جعفر حکیم الهی لواسانی اول است. میرزا جعفر از اجله افاضل زمان خویش بحساب می‌آمد و ناصرالدین شاه قاجار به وی لقب حکیم الهی بخشید. در مجلس علما و امرا اعتباری داشت. وی پس از کسب مراتب منقول و معقول، جهت تکمیل حکمت به سبزوار رفت و از محضر فیلسوف بزرگ حاج ملا هادی سبزواری استفاده جست و در سال ۱۳۱۵ هجری قمری در دارالخلافه تهران مجلس افاده و استفاده داشت.
- ملک الکلام بندار رازی: کمال‌الدین ابوالفتح بُندارِ رازی (درگذشتهٔ ۴۰۱ هجری قمری) شاعر ایرانی نیمه دوم سده چهارم هجری و معاصر آل بویه است.. نامش هم به ضم بای عربی و هم به کسر پا فارسی هر دو دیده شده است. در پاره‌ای منابع چون تذکرهٔ دولتشاه و هفت‌اقلیم «پندار»، و در مجمل فصیحی و برخی منابع دیگر «بندار» آمده است، به صورت اخیر بزرگان دیگری نیز موسومند، مانند بندار بن احمد بن عبد اللّه رازی بزاز، و بندار اصفهانی و بندار لره و غیر اینها. از چگونگی احوال بندار آگاهی چندانی در دست نیست. دولتشاه سمرقندی در ذکر بندار رازی نوشته «... به سه زبان سخنوری می‌کند:عربی، فارسی و دیلمی، و از کوهستان ری (قصران داخل = لواسانات) است…» وی از شعرا، مجلسیان و مخصوصان دربار مجدالدوله دیلمی بود و صاحب عباد در تربیت او اهتمامی داشت. سخنش متین و طبعش وقاد بود. صاحب مجمل فصیحی سال فوتش را ۴۳۳ هجری نوشته است. این دو رباعی به زبان محلی قدیم تهران، شمیران و لواسانات از وی است:

| تا تاج ولایت علی بر سرمه    |  | هر روج مرا خوشتر و نیکوترمه |
| شکرانهٔ این که میردین حیدرمه |  | از فضل خدا و منت مادرمه     |

، و نیز:
| در ایلخی شاه اسب کرکوک دبو   |  | در قافله نیز اشترلوک دبو     |
| این اشتر لوک و اسب کرکوک منم |  | این در به امید می‌زنم بوک دبو |

- آقا میرزا صدرالدین لواسانی: وی فرزند میرزا شمس الدین حکیم الهی ثانی لواسانی است. وی صاحب کمالات بود و از استادان خط نستعلیق به‌شمار می‌رفت.
- حاج ملا علی اصغر لواسانی: وی لواسانی الاصل و ساکن تهران بود. علم را به زیور عمل زینت می‌بخشید و چنان‌که در المآثر و الآثار آمده است در محله سرچشمه تهران در مسجدی که حاج میرزا عباسقلی از وزرای دربار ناصرالدین شاه پی افکند سمت امامت جماعت داشت.
- میرزا علی خان امین الدوله سینکی لواسانی: وی از رجال عهد قاجاریان است. در طرایق الحقایق در ذکر سینک لواسان درج آمده است: ولادت با سعادت جناب میرزا علی خان امین الدوله در این دهکده والا بوده است و نیاکان معظم‌له از مازندران به آنجا مهاجرت نموده توقف نمودند.
- میرزا علی محمد صفای لواسانی: از خوشنویسان سده سیزدهم در ایران است. وی فرزند میرزا حسنعلی لواسانی است. ذکرش در مجمع الفصحا و المآثر و الآثار و طرایق الحقایق آمده است. خاندان وی به فضل و کمال و جاه جلال شهرتی داشتند. از پدرش در مجمع الفصحا به صورت «زبده الفضلا میرزا حسنعلی مغفور» یاد گردیده است. صفا به موجب روایت مجمع الفصحا و المآثر و الآثار، قطع نظر از فضائل بلند و خصائص ارجمند در حسن خط و خوشنویسی نیز وحید عصر و فرید دهر بود. فوتش به سال ۱۲۹۹ هجری قمری اتفاق افتاد و ۷۸ سال زندگانی یافت و در عتبات عالیات در جوار حر بن یزید ریاحی مدفون شد. آیت ابیات از سروده‌های وی است:

| ای دل نفسی با خود همره شو و همدم باش |  | بر راز نهان خویش آگه شو و محرم باش    |
| با رایت چرمینه بر خیز و فریدون شو    |  | ضحاک طبیعت گو افراشته پرچم باش        |
| این دیو هیولایی گر لاشه بجنباند      |  | با حکم سلیمانی با نیروی رستم باش      |
| هین دامن استغنا بر کون و مکان افشان  |  | در ذلت درویشی با همت حاتم (طائی) باشی |
| این دارفنا بگذار بر چرخ بقا بگذر     |  | زین سامریان بگریز عیسی معظم باش       |

- انیس الدوله: همسر سوگلی و حرم ناصرالدین شاه قاجار که از اهالی امامه لواسان کوچک بوده است. این زن در تصمیم‌گیری‌های شاه مؤثر بوده است و این شخصیت زن همان است که با شکستن قلیان‌های حرم سرای ناصرالدین شاه وی را وادار به پذیرش فتوای میرزای شیرازی در قضیه تحریم تنباکو نمود. بنجامین اولین وزیرمختار آمریکا در ایران در کتاب ایران و ایرانیان در ذکر زنان ناصرالدین شاه چنین نوشته است: «انیس الدوله زن بالفعل مورد توجه ناصرالدین شاه است. گویا وی از زیبائی بهره‌ای ندارد ولی جذاب، هوشمند و زیرک است و نفوذ در شاه دارد. هنگامیکه نزدیکی حرکت ما به سوی آمریکا رسید این ملکه همسر و دختر مرا افتخار دعوت به میهمانی که محض خاطر آن دو ترتیب داده بود ارزانی فرمود».
- میرزا فضل‌الله بن میرزا شمس الدین لواسانی: وی جامع کمالات صوری و معنوی بود و در کتاب اعیان الشیعه نام وی و نام پدر و جدش درج شده است و عبارت «عین الغزال فی الرجال» به وی نسبت داده شده است.
- آقا سید ابراهیم لواسانی: وی اهل لواسان بود و احوالش در المآثر و الآثار چنین است: ((آقا سید ابراهیم لواسانی از معمرین علما و عظمی ائمه جماعت دارالخلافه طهران است، در مسجد سرپلک طهران نماز می‌گزارد و مردم به عدالت و جلالت وی اعتقاد راسخ دارند. از فقه و حدیث و برخی دیگر از علوم شریعه نیز بهره‌مند است.
- سید محمد باقر لواسانی: فرزند آقا سید ابراهیم لواسانی و از بزرگان علم فقه و حدیث زمان خویش بود.
- محمد بن ابراهیم لواسانی: از فقهای اصولی مذهب شیعه اثنی عشریه که در دوازدهم رجب ۱۲۶۷ هجری قمری در لواسان ولادت یافت. در تهران نزد علی آشتیانی و میرزا رحیم نهاوندی و در نجف اشرف نزد حبیب‌الله رشتی تحصیل علم نمود و در ربیع الاول ۱۳۱۷ هجری قمری در نجف اشرف درگذشت. وی را در فقه و اصول مولفات ارزنده‌ای است همچون متاجر در فقه در سه مجلد بزرگ و یک مجلد در اصول فقه.
- میرزا محمد تقی خان مجدالدوله ثانی لواسانی: وی از بزرگان عهد قاجاریان است و در طرایق الحقایق از وی بدینسان یاد شده است: «جناب میرزا تقی خان مجد الدوله ثانی المتخلص عبقری ترقیات صوری از این سرزمین (سینک) یافته…»
- میرزامحمدخان مجدالملک سینکی: وی نیای بزرگ خاندان امینی از رجال عصر قاجار بود.
- شیخ محمد تقی معصوم الائمه: وی نیز در دوره قاجاریه از سینک لواسان برخاست. در طرایق الحقایق درج آمده است: «جناب شیخ محمد تقی معصوم الائمه نیز مسقط الراس سینک است»
- نبات خانم دختر مصطفی بیگ لواسانی: وی در دربار ناصرالدین شاه بود و سمت للگی داشت.
- میرزا محمد لواسانی: وزیر و پیشکار دولتشاه حاکم ولایت فارس در دوره قاجاریه بود. میرزا محمدخان مالک ششدانگ قریه چاهک یا همان حکیمیه امروزی در تهران بود.
- ماشاالله شمس‌الواعظین (نام دیگر: محمود شمس): (زادهٔ ۲۸ خرداد ۱۳۳۶ در ناصرآباد لواسان) مشاور مرکز مطالعات راهبردی خاورمیانه در تهران و از روزنامه‌نگاران ایرانی است.
- حسن آدم قصرانی: از یاران کیا بزرگ‌امید جانشین حسن صباح
- ابو یوسف یعقوب بن علی قصرانی: از ستاره شناسان دربار خلیفه منصور عباسی
- حسین نجار لواسانی: در سده نهم هجری قمری در شهر لواسان زندگی می‌کرد. وی طراح ترسیمات هندسی بر روی چوب‌ها بود و از نجاران معروف دوران خود به‌شمار می‌رفت. از آثار به‌جای مانده از این استاد، در چوبی بقعه سیداسماعیل در محلهٔ چاله میدان تهران است که به هنرمندی فرجام پذیرفته، با رقم: «عمل استاد حسین بن حسن نجار لباسانی ۸۸۶ هجری»
- سید جمال‌الدین افجه‌ای: از علمای دین و مشروطه خواهان زمان قاجار بود. جد وی میرقوام الدین حسینی است که در افجه لواسان دفن است.
- سید رضا لواسانی پدر سید نصرالله اخوی
- آیت الله سید محمد رضا افجه‌ای لواسانی
- آیت الله سید محمد عصار لواسانی
- آیت الله سید محمدکاظم عصار
- علامه سید مرتضی لواسانی عموی سید محمد عصار و از شاگردان صاحب جواهر
- سید علی لواسانی
- شمسی عصار
- عماد عصار

## آثار باستانی و ملی لواسانات
| - تپه‌حصارک لواسان - خانه نظام‌السلطان و درخت چنارک - قلعه باستانی باغ دره - حمام محله ناران - امامزاده عبدالله - امامزاده فضلعلی - امامزاده پیرعطا - کوشک علی کامهٔ دیلمی از سرداران آل بویه | - حمام محله سبو کوچک - محوطه باستانی سر قبر تاج الدین - تپه باستانی ناظم آباد - تپه و عمارت باستانی تنگل خانه - تپه باستانی شهروا (شهرآباد) در محله نجارکلای پایین - تپه شورکاب در ضلع شمالی شورکاب ودر جنوب محله باستی واقع می‌باشد - تپه باستانی جوهک - تپه باستانی سرقلعه - تپه باستانی سوزگران - تپه باستانی شیرتازه - تپه باستانی قلیان (فرنگیس) - مسجد قدیمی امام حسن عسکری لواسان بزرگ | - تپه باستانی مرغی - تپه باستانی کلابد - تپه‌های باستانی گوشواره - محوطه باستانی استپه سومه وار - قلعه امامه | - قلعه سر بند یاساکا - حمام راحت‌آباد - حمام روستای افجه - گورستان گبری خرسنگ یا پرسنگ - کاروانسرای چشمه دو برار |